# Paleis van de hoofdkapitein
Het Paleis van de hoofdkapitein in Košice, is een historisch gebouw in de Hlavná-straat 88 (Slowaaks: "Hlavná ulica").

## Geschiedenis
Het gebouw werd opgetrokken gedurende de periode van 1876 tot 1899 in art-nouveau-stijl met barokke invloeden.
Dit paleis was de zetel van de hoofdkapitein van Opper-Hongarije (Slowaaks: "Hornouhorský", verbastering van: "Horné Uhorsko"). Deze militair was gelast met het toezicht op - en de verdediging van de grenzen.
Sedert 1947 is in dit gebouw het Slowaaks Technisch Museum gevestigd.
Het paleis werd op 16 oktober 1963 geregistreerd als nationaal cultureel monument van de Slowaakse Republiek.